# Клаус, Хюго
Хюго Морис Жюльен Клаус (нидерл. Hugo Maurice Julien Claus; 5 апреля 1929, Брюгге — 19 марта 2008, Антверпен) — бельгийский (фламандский) нидерландоязычный писатель, поэт, художник, драматург, режиссёр театра и кино.

## Биография и творчество
Детство провёл в деревне Астене (коммуна Дейнзе, Западная Фландрия), куда семья переехала через три месяца после рождения Хюго. Он учился в разных школах, в том числе в католическом интернате при монастыре. Юношей ушёл из родительского дома, работал во Франции. Познакомился и подружился с А.Арто, который стал ему вторым отцом. В 1953—1955 жил в Италии. В начале 1970-х сблизился с Сильвией Кристель, в 1975 у них родился сын Артур.
По политическим взглядам — анархист, по темпераменту — бунтарь, по роду занятий — непримиримый критик традиционализма в быту, политике, религии, культуре. После посещения Кубы в 1960-х годах высказывался в пользу социалистической модели. Нередко выпускал книги под псевдонимами, в том числе — женскими. Был близок к художникам группы КОБРА, опубликовал несколько книг в сотрудничестве с Карелом Аппелем и Пьером Алешинским. Работал в кино.

## Книги

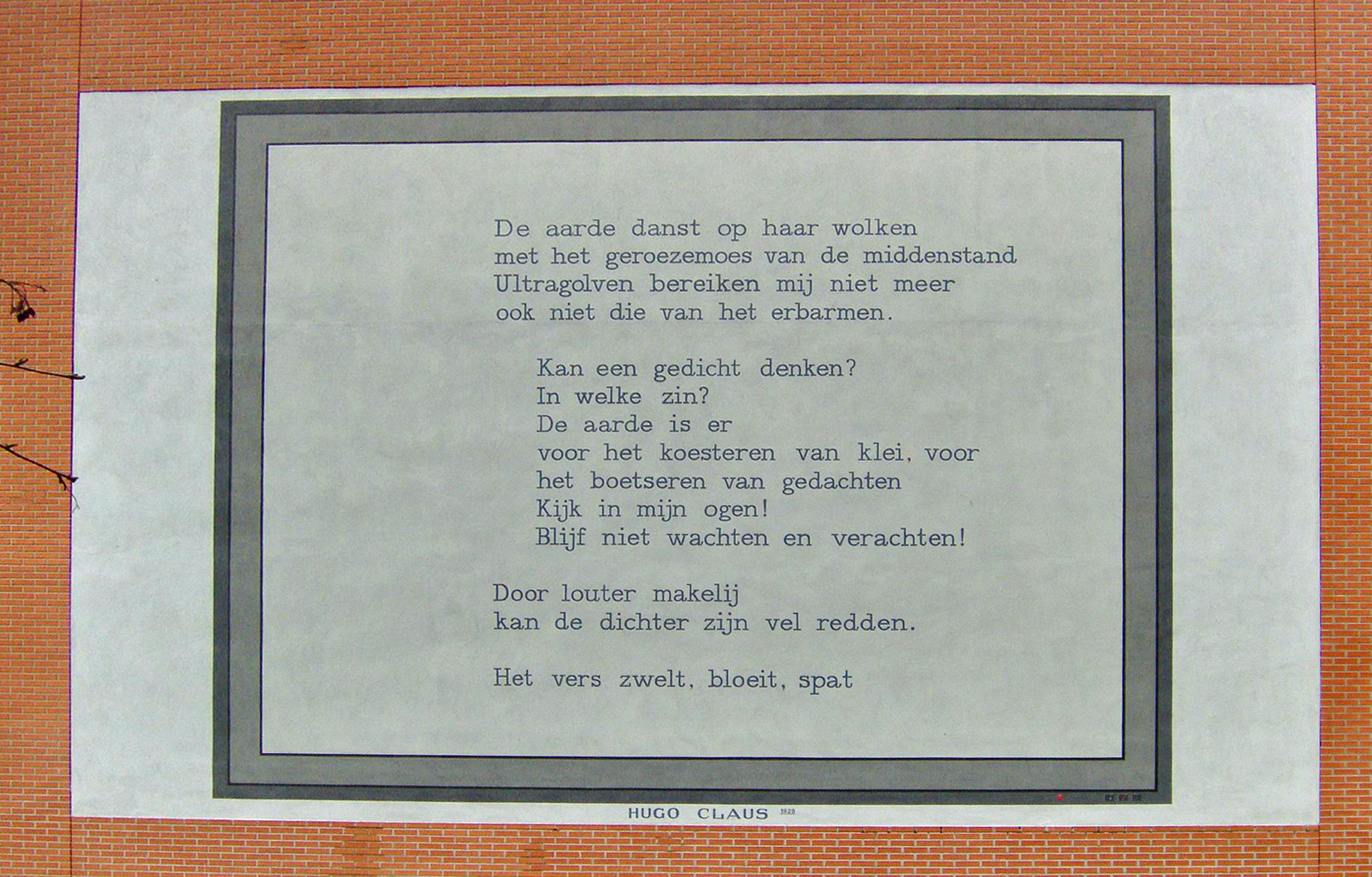
Стихотворение Хюго Клауса «De aarde danst op haar wolken» на стене одного из лейденских домов.

Первый роман Хюго Клауса был опубликован в 1951 году, когда писателю был всего 21 год. Роман был благожелательно принят критикой.
Самая известная работа Хюго Клауса — роман «Горе Бельгии» (нидерл. Het verdriet van België, возможен перевод «Страсти по Бельгии»), опубликованный в 1983 году.
Работы Хюго Клауса были переведены на несколько десятков языков, в том числе на русский. Он считается одним из величайших нидерландоязычных писателей XX века. Лауреат многочисленных национальных и европейских литературных премий, в том числе — премии Пазолини (1997). Неоднократно включался в списки претендентов на Нобелевскую премию по литературе.
В последние годы жизни Хюго Клаус страдал болезнью Альцгеймера. Он добровольно ушёл из жизни посредством эвтаназии (она в Бельгии разрешена законом).

## Публикации на русском языке
- Стихотворения // Западноевропейская поэзия XX века. — М.: Художественная литература, 1977. — С. 159-161.
- Хюго Клаус. / Пер. с нид. В. Топоров. // Из современной бельгийской поэзии. — М.: Прогресс, 1981. — С. 189-218.
- Мы вам напишем // Бельгийская новелла. — М.: Известия, 1986.
- Избранное. — М.: Радуга, 1991. — (Мастера современной прозы).
- Пересуды/ Пер. Ирины Гривниной. - М.: Текст, 2013. - 352 с.